# Elisabeth Douglas
Titre
Duchesse en Bavière
Depuis le 5 novembre 1968
(56 ans, 4 mois et 9 jours)
Elisabeth Douglas (née à Stockholm le 31 décembre 1940), membre de la famille Douglas, est devenue par mariage, en 1968, avec Max Emmanuel en Bavière, duchesse en Bavière.

## Biographie

### Famille
Elisabeth Douglas est née à Stockholm, en Suède, le 31 décembre 1940. Elle est la fille aînée du comte Carl Ludwig Douglas, ambassadeur de Suède, et d'Ottora Maria Haas-Heye.
Son arrière-grand-père maternel, Philipp zu Eulenburg (1847-1921), est l'ami personnel de l'empereur allemand Guillaume II). Sa fille puînée Viktoria Ada Astrid Agnes zu Eulenburg(1886-1967) épouse en 1909 le professeur Otto Ludwig Haas-Heye (1879–1959).
L'ascendance patrilinéaire de son père est écossaise, issue du plus jeune fils de James Douglas, 1er baron de Dalkeith, ancêtre des comtes de Morton du XVe siècle.
Elle est, en outre, issue de Patrick Douglas, de Standingstone, qui a épousé Cairistiona Leslie, et dont le fils Robert Douglas (1611-1662) a émigré en Suède et est devenu le premier comte suédois Douglas. Tous ces Douglas appartenaient à la branche Morton de l'ancien clan Douglas.
La sœur cadette d'Elisabeth, Rosita, a épousé en 1972 John Spencer-Churchill, 11e duc de Marlborough, dont elle a divorcé en 2008. Son frère cadet est le comte Gustaf Douglas, qui est financier.

### Mariage et descendance
La comtesse Elisabeth épouse le 10 janvier 1967, lors d'une cérémonie civile à Kreuth, puis religieusement à Munich le 24 janvier suivant, le duc en Bavière Max Emmanuel en Bavière, fils cadet du duc Albrecht de Bavière et sa première épouse, la comtesse  Maria Drašković von Trakošćan (1904-1969). Le duc Max Emmanuel est un arrière-petit-fils du roi Louis III de Bavière.
Cinq filles sont issues de leur union : 
- Sophie Elizabeth Marie Gabrielle en Bavière (née le 28 octobre 1967 à Munich), mariée le 3 juillet 1993 à Vaduz, avec le prince héréditaire Alois de Liechtenstein (né le 11 juin 1968 à Zurich), fils de Hans-Adam II, prince de Liechtenstein, et de la comtesse Marie Aglaë Kinsky de Wchinitz et Tettau. Ils ont quatre enfants : 
  - Joseph Wenzel Maximilian Maria de Liechtenstein, comte Rietberg (né le 24 mai 1995 à Londres) ;
  - Marie-Caroline Elisabeth Immaculata de Liechtenstein, comtesse Rietberg (née le 17 octobre 1996 à Grabs) ;
  - Georg Antonius Constantin Maria de Liechtenstein, comte Rietberg (né le 20 avril 1999 à Grabs) ;
  - Nikolaus Sebastian Alexander Maria de Liechtenstein, comte Rietberg (né le 6 décembre 2000 à Grabs) ;
- Marie-Caroline Hedwig Eleonore en Bavière (née le 23 juin 1969 à Munich), mariée civilement au château d'Altshausen, le 28 juin 1991, puis religieusement à la chapelle du château de Tegernsee, le 27 juillet suivant, au duc Philipp de Wurtemberg (né le 1er novembre 1964 à Friedrichshafen), fils de Charles de Wurtemberg et de la princesse Diane d'Orléans. Ils ont quatre enfants : 
  - Sophie Anastasia Assunta Marie Pauline de Wurtemberg (née le 15 janvier 1994 à Munich), mariée le 15 septembre 2018 à Altshausen, au comte Maximilien d'Andigné (né le 19 mars 1989), fils du comte Hervé d'Andigné et Marie-Adélaïde de la Barre de Nanteuil ;
  - Pauline Philippa Adelheid Helena Marie de Wurtemberg (née le 15 avril 1997 à Londres) ;
  - Carl-Theodor Philipp Maria Max Emanuel de Wurtemberg (né le 15 juin 1999 à Londres) ;
  - Anna Maximiliana Elizabeth Mariella Marie de Wurtemberg (née le 1er février 2007 à Londres) ;
- Helena Eugenie Maria Donatha Mechthild en Bavière (née le 6 mai 1972 à Munich) ;
- Elisabeth Marie Christine Franziska en Bavière (née le 4 octobre 1973 à Munich), mariée le 25 septembre 2004 à Munich, Daniel Terberger (né le 11 juin 1967 à Bielefeld). Ils ont deux enfants : 
  - Maximilian Ludwig Terberger (né le 30 août 2005 à Bielefeld) ;
  - Ottora Elisabeth Victoria Lucia Terberger (née le 13 décembre 2007) ;
- Maria Anna Henriette Gabrielle Julie en Bavière (née le 7 mai 1975 à Munich), a épousé le 8 septembre 2007 à Munich, Klaus Runow (né le 3 juillet 1964 à Duisbourg), banquier d'investissement[5]. Leur divorce a été annoncé début 2015. Maria-Anna a épousé le 16 octobre 2015, le baron Andreas von Maltzahn (né en 1964), fils du baron Mortimer von Maltzahn et de Stephanie von Zedlitz und Leipe. Elle a deux fils de son premier mariage : 
  - Heinrich Maria Leopold Maximilian Runow (né le 3 mai 2010 à Munich) ;
  - Johannes Emanuel Philipp Maria Runow (né le 24 mars 2012).

Le duc Max-Emmanuel et la duchesse Elisabeth vivent, tantôt au Schloss Tegernsee, tantôt au Schloss Wildenwart.

## Titulature et honneurs

### Titulature
- 30 décembre 1940 - 10 janvier 1967 : Comtesse Elisabeth Christina Douglas-Stjernorp auf Mühlhausen und Langenstein ;
- 10 janvier 1967 - 5 novembre 1968 : Son Altesse Royale la princesse Elisabeth de Bavière ;
- Depuis le 5 novembre 1968 : Son Altesse Royale la princesse Elisabeth de Bavière, duchesse en Bavière.

### Honneurs
- Dame d'honneur de l'ordre de Thérèse (Royaume de Bavière[4]) ;
- Suède : Récipiendaire de la médaille du 70e anniversaire du roi Carl XVI Gustaf (30 avril 2016)[7].